# (8838) 1989 UW2
1989 يو دابليو 2 (ويعرف أيضًا باسم (8838) 1989 يو دابليو 2 وفق تسمية الكوكب الصغير) (بالإنجليزية: 1989 UW2)‏ هو كويكب ضمن حزام الكويكبات؛ وترتيبه 8838 من حيث الاكتشاف.
اكتُشف هذا الجُرم الفلكي بواسطة Nobuhiro Kawasato ‏ في 29 أكتوبر 1989.

## وصلات خارجية
- (8838) 1989 UW2 في قاعدة بيانات مختبر الدفع النفاث لأجرام النظام الشمسي الصغيرة

- الاكتشاف · مخطط المدار ·  العناصر المدارية · المعلمات المادية

- (8838) 1989 UW2 على موقع ويكي سكاي: DSS2, SDSS, GALEX, IRAS, Hydrogen α, X-Ray, Astrophoto, Sky Map, Articles and images